# L'Épée enchantée (roman)
Cet article concerne le roman. Pour le film, voir L'Épée enchantée.
L'Épée enchantée (titre original : The Spell Sword) est un roman du Cycle de Ténébreuse, écrit par Marion Zimmer Bradley, publié en 1974.